# Johanna Elberskirchen
Johanna Carolina Elberskirchen (11 avril 1864 à Bonn – 17 mai 1943 à Rüdersdorf) est une écrivaine féministe et militante pour les droits des femmes, des gays et des lesbiennes ainsi que des cols bleus. Elle publie des livres sur la sexualité des femmes et la santé, entre autres sujets.

## Biographie
Johanna Elberskirchen est originaire d'une famille de petits commerçants de Bonn, fille de Julia Elberskirchen (née Hahn) et Martin Elberskirchen, famille où les trois enfants du couple travaillent dès leur plus jeune âge. En 1884, elle part pour Rinteln (Westphalie) travailler comme comptable dans une usine de textile pendant dix ans. Elle part ensuite pour la Suisse, l'université étant encore interdite aux femmes en Allemagne. En 1891, elle commence des études de médecine à Berne puis part à Zurich étudier le droit. C'est dans ce pays qu'elle se rapproche des sociaux-démocrates et s’engage pour la première fois pour les droits des travailleuses. Vers 1900, elle rentre en Allemagne et s'installe en Rhénanie-du-Nord-Westphalie où elle devient présidente du Comité de la jeunesse et secrétaire de l'association sociale-démocrate de la région.
En 1914, elle travaille dans un sanatorium près de Szczecin (alors en Prusse) lorsqu'elle rencontre Hildegard Moniac, qui deviendra sa compagne. Elles s'installent ensemble à Berlin en 1920.
Sa dernière apparition publique se fait dans les années 1930 à Vienne, où elle donne un discours lors d'une conférence organisée par la Ligue mondiale pour la réforme sexuelle. Elle est ouverte au sujet de son homosexualité qui fait un peu figure d'exception dans le mouvement féministe de son époque. Sa carrière en tant que militante se termine en 1933, avec l'arrivée du Parti Nazi au pouvoir. 
Elle meurt le 17 mai 1943 à l'hôpital du district de Rüdersdorf bei Berlin à l'âge de 79 ans. Il n'existe pas de registre public de ses funérailles, mais des témoins rapportent que l'urne d'Elberskirchen est secrètement mise dans la tombe d'Hildegard Moniac dans les années 1970. En 2002, la paroisse fait ériger un panneau d'information dans le cimetière où reposent les deux femmes.

## Citations
En réponse à l'hypothèse que la libido de la femme n'existe que dans le but de sécuriser la création de la descendance et donc, est fondamentalement différente de celle des hommes, Elberskirchen fait valoir que : « Si c'était seulement le désir d'enfant, il n'y aurait pas d'avortement, pas d'infanticide, pas de suicide. Dans ce cas, les terribles articles punitifs n'existeraient pas. Et d'abord et avant tout le scandaleux, l'immoral mépris pour la mère célibataire et son enfant n'existerait pas - il n'y aurait pas de femmes « perdues », ni de « salauds ».

## Hommages
- Au 37 Sternstrasse (ancienne 195) à Bonn, une plaque est inaugurée en 2006 pour lui rendre hommage[3].
- Une plaque est inaugurée en 2017 à Berlin, près du cimetière où Hildegard Moniac et elle sont enterrées[5].

## Publications
- Die Prostitution des Mannes. Auch eine Bergpredigt – Auch eine Frauenlektüre. Dans: Verlags-Magazin.  J. Schabelitz, Zürich 1896.
- Socialdemokratie und sexuelle Anarchie.  Dans: Verlags-Magazin.  J. Schabelitz, Zürich 1897. (en ligne)
- Das Weib, die Klerikalen und die Christlichsocialen.  Schabelitz, Zürich 1898.
- Feminismus und Wissenschaft.  2. Auflage. Magazin-Verlag, Leipzig/ Rednitz 1903.
- Die Liebe des dritten Geschlechts. Homosexualität, eine bisexuelle Varietät keine Entartung – keine Schuld.  Verlag von Max Spohr, Leipzig, 1904. (en ligne)
- Die da suis Manne leiden... IV. Stück. Παντα ρει.  3. Auflage. Magazin-Verlag, Berlin, messagerie unifiée 1905.
- A hat der Mann aus Weib, Kind und sich gemacht? Révolution und Erlösung des Weibes. Eine Abrechnung mit dem Mann – Ein Wegweiser dans die Zukunft!  3. Auflage. Magazin-Verlag, messagerie unifiée 1904.
- Geschlechtsleben und Geschlechtsenthaltsamkeit des Weibes.  Seitz u. Schauer, München 1905. (en ligne)
- Mourir Mutterschaft dans ihrer Bedeutung für die nationale-soziale Wohlfahrt.  Seitz u. Schauer, München 1905.
- Mutter, Seitz & Schauer, München 1905.
  - 1: Schutz der Mutter.  (en ligne)
  - 2: Geschlechtliche Aufklärung des Weibes.  (en ligne)
- avec Max ci-Dessous: Kinderheil. Zeitschrift für Mütter zur leiblichen und geistigen Gesundung und Gesunderhaltung der Kinder.  Seitz & Schauer, München 1905-1907.
- avec Anna Eysoldt: Die Mutter sla Kinderärztin.  Seitz u. Schauer, München 1907.

## Littérature
- Krettmann, Ulrike: Johanna Elberskirchen. Dans: Lautmann, Rüdiger (Hrsg.): Homosexualität. Handbuch zur Theorie und Forschungsgeschichte. Frankfurt/M., New York En 1993.
- Christiane Leidinger: Keine Tochter aus gutem Hause – Johanna Elberskirchen (1864-1943). UVK, Constance 2008.
- Kirsten Leng, « Sex, science, and fin-de-siècle feminism: Johanna Elberskirchen interprets The Laws of Life », Journal of Women's History, Johns Hopkins University Press, vol. 25, no 3,‎ fall 2013, p. 38–61 (DOI 10.1353/jowh.2013.0034, lire en ligne)

## Traduction et références
- (en) Cet article est partiellement ou en totalité issu de l’article de Wikipédia en anglais intitulé « Johanna Elberskirchen » (voir la liste des auteurs).